# Kepler-28
Kepler-28, även känd som KOI-870, är en ensam stjärna i mellersta delen av stjärnbilden Svanen, inom synfältet för Keplerteleskopet. Den har en skenbar magnitud av ca 15,036 och kräver ett  kraftfullt teleskop för att kunna observeras. Baserat på parallax enligt Gaia Data Release 3 på ca 2,25 mas beräknas den befinna sig på ett avstånd av ca 1 450 ljusår (ca 444 parsec) från solen. Den rör sig närmare solen med en heliocentrisk radialhastighet av ca -27 km/s.

## Egenskaper
Kepler-28 är en orange till gul stjärna i huvudserien av spektralklass M0 V. Den har en massa av ca 0,68 solmassa, en radie av ca 0,66 solradier och har en effektiv temperatur av ca 4 500 K.

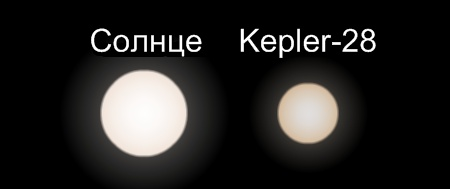
Kepler-28 jämförd med solen

## Planetsystem
De två transitplaneterna hos Kepler-28 upptäcktes 2011 med Keplerteleskopet och bekräftades i början av 2012. De är båda varma sub-Neptunus gasplaneter. De planetära parametrarna uppdaterades 2023, med lägre värden för hela massan, radien och densiteten jämfört med tidigare uppskattningar.
| Planet | Massa              | Halv storaxel (AE) | Siderisk omloppstid (d) | Excentricitet      | Inklination | Radie            |
| ------ | ------------------ | ------------------ | ----------------------- | ------------------ | ----------- | ---------------- |
| b      | 1,63 +0,51−0,40 M🜨 | 0,062              | 5,91213                 | <0,08              | -           | 1,959 ± 0,042 R🜨 |
| c      | 2,06 +0,70−0,52 M🜨 | 0,081              | 8,98597                 | 0,017 +0,023−0,014 | -           | 1,857 ± 0,042 R🜨 |